# Margarita Oelsner
Margit Oelsner-Baumatz o Margarita Oelsner  o  Margit Baumatz (n. 1938 en Breslavia, provincia de Silesia (en ese entonces Alemania, desde 1945 corresponde a Polonia), es la primera mujer que fue ordenada rabina en la Argentina y en Latinoamérica.

## Historia
Margit Oelsner-Baumatz es hija de padres alemanes, Werner Oelsner, ingeniero electrónico, y  Edith Chaskel, y llegó a la Argentina siendo una niña pequeña cuando sus padres huyeron del nazismo.

Mis padres no eran observantes de la religión judía, nunca iban al templo y en mi casa no había ni ceremonias ni celebraciones religiosas porque mi papá, ante todo, era alemán. Un alemán de ascendencia judía, claro, que no hablaba hebreo, que no festejaba Pésaj y que no asistía a la sinagoga.

Habla alemán, hebreo y español a la perfección.

## Trayectoria
Fue a un colegio alemán en el barrio de Belgrano, el Pestalozzi. Después la mandaron a la escuela pública.
Realizó estudios terciarios en Ciencias Judaicas.
A pesar de que ella no había recibido una educación judía - porque sus padres eran alemanes muy asimilados - decidió, junto a su esposo cuando se casó, darle educación judía a sus hijas. Como ellas estudiaban hebreo, Margit decidió aprenderlo para acompañarlas. Eso le despertó el interés por el estudio del judaísmo. 

Cuando la mayor entró en una institución judía donde hablaban hebreo, yo me dije: «No puedo mandarlas a un colegio donde aprendan algo que yo no sé», y fue así como, a través del idioma, comencé a estudiar el Talmud y me fascinó.

Comenzó a investigar sobre las religiosas mujeres, rabinas, sacerdotes, pastoras y diáconas y descubrió que no había ninguna mujer rabina en Latinoamérica.
En 1985, con tres hijas grandes ya casadas, ingresó en el Seminario Rabínico Latinoamericano. Allí recibió su formación académica y religiosa y luego se fue un año a estudiar a Israel.
Para poder estudiar el rabinato tuvo que hacer una carrera universitaria - exigencia para todos los rabinos - y estudió psicopedagogía. Tuvo que esperar que se inscribiera otra mujer para hacer el último tramo del seminario y poder ser ordenada rabina.
En el año 1994, con 56 años, días después del Atentado a la AMIA, el Seminario Rabínico Latinoamericano le entregó su "SimjSasmija" o "Smija", documento que la habilitó para ejercer el cargo de rabina, la primera del país.
Fue la primera mujer en Latinoamérica en recibir el grado de rabina. Aunque nunca tuvo un púlpito propio, casa parejas fuera de la sinagoga. Se dedica a la enseñanza.
Ingresó a trabajar en la Comunidad Lamroth Hakol como directora de Talmud Torá, después como directora del curso de Madrijim - líderes comunitarios que trabajan con niños -, y finalmente en Acción Social dando clases para adultos mayores. Algunas veces dirige los servicios de Iamim Noraim durante las Altas Fiestas. Es directora de recursos rabínicos y tiene diez nietos.